# Centroptilum algiricum
Centroptilum algiricum is een haft uit de familie Baetidae. De wetenschappelijke naam van de soort is voor het eerst geldig gepubliceerd in 1899 door Eaton.
De soort komt voor in het Palearctisch gebied.